# Csányi Lajos (festő, 1954–1999)
Csányi Lajos (Perkáta, 1954. szeptember 12. – Budapest, 1999. február 5.) magyarországi cigány grafikus és festő.

## Életútja, munkássága
Zenész cigány családban született hatodik gyermekként, rajzkészsége hamar megmutatkozott, 13 évesen már portrékat rajzolt ismerőseiről. Középiskolai tanulmányokat Dunaújvárosban folytatott, a tanulás mellett rajztudását is edzette a helybeli Rajzstúdióban, grafikái hamarosan kiállításra is kerültek. Családjának megélhetési gondjai miatt azonban nem léphetett képzőművészeti pályára, évtizedekig háttérbe szorult életében a rajzolás és a festés. Majd csak 1990-ben kapcsolódott be a Cigány Ház alkotótáborába, s rajztudására alapozva olajképeket kezdett festeni szakrális és világi témákban. Kiállításai voltak a Móricz Házban Leányfalun és Perkátán. Képzőművészeti pályafutásának korai halála vetett véget, gyomorrákban halt meg Budapesten, szülőhelyén, Perkátán temették el.
Posztumusz állítottak ki képeiből a Fővárosi Roma Oktatási és Kulturális Központban (FROKK).

## Képei a 2009-es Cigány festők című albumból

### Szakrális képek
- Szent Borbála (olaj, farost, 38x60 cm, 1992)
- Szent Jakab  (olaj, farost, 38x60 cm, 1992)
- Szent II. (szén, papír, 35x48 cm, 1992)

### Világi képek
- Lovak (olaj, farost, 60x80 cm, 1998)
- Arcok (olaj, vászon, 58x78 cm, 1996)
- Portré I. (szén, papír, 40x29 cm, 1992)[3]